# Pequini
Pequini (em albanês: Peqin/Peqini) é uma cidade e município (em albanês:  bashkia) da Albânia. É a capital do distrito de Pequini na prefeitura de Elbasani.